# Ильинка (село, Приморский край)
Ильинка — село в Ханкайском районе Приморского края России.
Административный центр муниципального образования Сельское поселение Ильинское, в который входят сёла Ильинка, Троицкое и железнодорожная станция (как тип НП) Ильинка.

## История
Основано в 1869 году 42 семьями староверов с реки Маи Якутской области. В 1886 году население выросло благодаря прибытию поселенцев из Киевской губернии. В 1897 году прибыла очередная партия переселенцев, в результате чего староверы ушли в Красный Яр.
В 1922 году в селе была установлена советская власть, в 1930 году организован колхоз им. Сталина. В 1938 году в Ильинку провели электричество, а в 1939 году появилось радио.

## Население
| 1879  | 1891  | 1900 | 1912  | 1915  | 2002  | 2005  |
| ----- | ----- | ---- | ----- | ----- | ----- | ----- |
| 218   | ↘183  | ↗712 | ↗1026 | ↗1225 | ↗1931 | ↗1974 |
| 2010  | 2021  |      |       |       |       |       |
| ↘1455 | ↘1359 |      |       |       |       |       |